# Vicenç i Antoni Real i Vernis
Vicenç i Antoni Real i Vernis (Vic, segle XVI) foren escultors i eren germans.
Fills de Josep Real i Homs, que aprengué l'ofici amb Jacint Moretó. Són els escultors més importants de Vic del segle xviii i els més representatius del famós taller dels Real. Entre les seves obres destaquen el retaule del Carme de Vic, el de la Casa natalícia de sant Miquel del Sants, el de la parroquial de Sant Andreu de Gurb i l'altar major de l'església dels Dolors. Vicenç morí el 1722 i Antoni el 1797. Continuaren el taller Francesc i Josep, fills de Vicenç, i Joan, fill d'Antoni, el qual sols tingué una filla, que es casà amb Josep Gros i Oliveres. El seu fill, Josep Gros i Real (1798 – 1867), i el seu net Josep foren els últims representants de la dinastia d'escultors.